# Olympische Sommerspiele 1960/Teilnehmer (Thailand)
| Gelbes Symbol für Goldmedaillen mit stilisierten Olympischen Ringen | Graues Symbol für Silbermedaillen mit stilisierten Olympischen Ringen | Braundes Symbol für Bronzemedaillen mit stilisierten Olympischen Ringen |
| ------------------------------------------------------------------- | --------------------------------------------------------------------- | ----------------------------------------------------------------------- |
| —                                                                   | —                                                                     | —                                                                       |

Thailand nahm an den Olympischen Sommerspielen 1960 in der italienischen Hauptstadt Rom mit einer Delegation von 20 Sportlern (allesamt Männer) an 16 Wettbewerben in vier Sportarten teil. Es konnten keine Medaillen gewonnen werden. Jüngster Athlet war der Leichtathlet Prajim Wongsuwan (22 Jahre und 21 Tage), ältester Athlet war der Segler Prinz Bira (46 Jahre und 46 Tage). Es war die dritte Teilnahme an Olympischen Sommerspielen für das Land.

## Teilnehmer nach Sportarten

### Boxen
- Swong Mongkolrit
  - Halbweltergewicht

Rang 33
Runde eins: Niederlage gegen Kim Deuk-Bong aus Südkorea durch KO in der zweiten Runde

- Kicha Poonpol
  - Fliegengewicht

Rang 17
Runde eins: Freilos
Runde zwei: Punktniederlage gegen Paul Chervet aus der Schweiz (0:5 Runden, 279:300 Punkte – 57:60, 55:60, 57:60, 54:60, 56:60)

- Bhodi Sooknoi
  - Leichtgewicht

Rang 17
Runde eins: Freilos
Runde zwei: Punktniederlage gegen Richard McTaggart aus Großbritannien (0:5 Runden, 278:300 Punkte – 56:60, 54:60, 57:60, 56:60, 55:60)

- Tongsai Teptani
  - Weltergewicht

Rang 17
Runde eins: Freilos
Runde zwei: Punktniederlage gegen Andrés Navarro aus Spanien (0:5 Runden, 285:295 Punkte – 57:59, 56:59, 58:59, 58:59, 56:59)

### Leichtathletik
4 × 100 Meter Staffel
- Ergebnisse
Runde eins: ausgeschieden in Lauf eins (Rang fünf), 42,0 Sekunden (handgestoppt), 42,19 Sekunden (automatisch gestoppt)
- Staffel
Boonsong Arjtaweekul
Suthi Manyakass
Phaibulya Vacharabhan
Prajim Wongsuwan

Einzel
- Manum Bumroongpruck
  - 400 Meter Lauf

Runde eins: ausgeschieden in Lauf sieben (Rang sechs), 49,6 Sekunden (handgestoppt), 49,85 Sekunden (automatisch gestoppt)

- Suthi Manyakass
  - 100 Meter Lauf

Runde eins: ausgeschieden in Lauf eins (Rang vier), 10,8 Sekunden (handgestoppt), 10,87 Sekunden (automatisch gestoppt)

- Dhira Phiphobmongkol
  - 1500 Meter Lauf

Runde eins: ausgeschieden in Lauf zwei (Rang elf), 4:24,4 Minuten (handgestoppt)

- Somnuek Srisombati
  - 5000 Meter Lauf

Runde eins: ausgeschieden in Lauf drei (Rang elf), 15:32,6 Minuten (handgestoppt)

- Somsakdi Tongaram
  - 800 Meter Lauf

Runde eins: ausgeschieden in Lauf acht (Rang sieben), 1:57,1 Minuten (handgestoppt), 1:57,24 Minuten (automatisch gestoppt)

- Prajim Wongsuwan
  - Weitsprung

Qualifikationsrunde: Gruppe C, 6,78 Meter, Rang 14, Gesamtrang 41, nicht für das Finale qualifiziert
Versuch eins: 6,78 Meter
Versuch zwei: ungültig
Versuch drei: ungültig

### Schießen
- Krisda Arunvongse
  - Kleinkaliber Dreistellungskampf

Qualifikation: Gruppe zwei, 516 Punkte, Gesamtrang 61, nicht für das Finale qualifiziert
Kniend: 171 Punkte
Runde eins: 84 Punkte
Runde zwei: 87 Punkte
Liegend: 185 Punkte
Runde eins: 93 Punkte
Runde zwei: 92 Punkte
Stehend: 160 Punkte
Runde eins: 76 Punkte
Runde zwei: 84 Punkte
  - Kleinkaliber liegend

Qualifikation: Gruppe zwei, 364 Punkte, Rang 38, Gesamtrang 78, nicht für das Finale qualifiziert
Runde eins: 90 Punkte, Rang 39
Runde zwei: 90 Punkte, Rang 40
Runde drei: 92 Punkte, Rang 35
Runde vier: 92 Punkte, Rang 38

- Chalermsakdi Inswang
  - Freie Scheibenpistole

Qualifikation: Gruppe zwei, 339 Punkte, Rang 22, Gesamtrang 42, für das Finale qualifiziert
Runde eins: 84 Punkte, Rang 22
Runde zwei: 83 Punkte, Rang 23
Runde drei: 83 Punkte, Rang 27
Runde vier: 89 Punkte, Rang sieben
Finale: 525 Punkte, Rang 33
Runde eins: 85 Punkte, Rang 45
Runde zwei: 94 Punkte, Rang drei
Runde drei: 86 Punkte, Rang 44
Runde vier: 81 Punkte, Rang 53
Runde fünf: 88 Punkte, Rang 24
Runde sechs: 91 Punkte, Rang neun

- Prateep Polphantin
  - Schnellfeuerpistole

Finale: 565 Punkte, Rang 34
Runde eins: 284 Punkte, Rang 33
Runde zwei: 281 Punkte, Rang 38

- Saroch Silpikul
  - Kleinkaliber Dreistellungskampf

Qualifikation: Gruppe eins, 488 Punkte, Gesamtrang 69, nicht für das Finale qualifiziert
Kniend: 171 Punkte
Runde eins: 81 Punkte
Runde zwei: 90 Punkte
Liegend: 184 Punkte
Runde eins: 93 Punkte
Runde zwei: 91 Punkte
Stehend: 133 Punkte
Runde eins: 67 Punkte
Runde zwei: 66 Punkte
  - Kleinkaliber liegend

Qualifikation: Gruppe eins, 376 Punkte, Rang 36, Gesamtrang 68, nicht für das Finale qualifiziert
Runde eins: 92 Punkte, Rang 37
Runde zwei: 96 Punkte, Rang 24
Runde drei: 94 Punkte, Rang 32
Runde vier: 94 Punkte, Rang 36

- Sumona Sumanatemega
  - Schnellfeuerpistole

Finale: 549 Punkte, Rang 46
Runde eins: 267 Punkte, Rang 50
Runde zwei: 282 Punkte, Rang 37

- Amorn Yuktanandana
  - Freie Scheibenpistole

Qualifikation: Gruppe eins, 336 Punkte, Rang 24, Gesamtrang 50, für das Finale qualifiziert
Runde eins: 89 Punkte, Rang sieben
Runde zwei: 84 Punkte, Rang 23
Runde drei: 80 Punkte, Rang 29
Runde vier: 83 Punkte, Rang 23
Finale: 515 Punkte, Rang 45
Runde eins: 86 Punkte, Rang 41
Runde zwei: 83 Punkte, Rang 44
Runde drei: 89 Punkte, Rang 28
Runde vier: 88 Punkte, Rang 24
Runde fünf: 82 Punkte, Rang 51
Runde sechs: 87 Punkte, Rang 28

### Segeln
Star
- Ergebnisse
Finale: 1.614 Punkte, Rang 19
Rennen eins: 174 Punkte, 2:55:20 Stunden, Rang 22
Rennen zwei: 370 Punkte, 2:34:32 Stunden, Rang 14
Rennen drei: 194 Punkte, 2:33:32 Stunden, Rang 21
Rennen vier: 312 Punkte, 2:53:50 Stunden, Rang 16
Rennen fünf: 237 Punkte, 2:39:29 Stunden, Rang 19
Rennen sechs: 215 Punkte, 2:49:56 Stunden, Rang 20
Rennen sieben: 286 Punkte, 2:29:45 Stunden, Rang 17
- Mannschaft
Boonpuen Chomvith
Prinz Bira